# Reserva Natural de Cacássia
A Reserva Natural de Cacássia (em russo: Хакасский заповедник) é uma área protegida da Rússia que abrange duas grandes áreas montanhosas e um conjunto de sete estepes localizadas dentro da margem esquerda da depressão de Minusinsk. A reserva está localizada no Distrito de Tashtypsky, em Cacássia.
Foi originalmente criada para preservar os ecossistemas das estepes, zonas húmidas e locais de nidificação de aves aquáticas, e um complexo histórico de monumentos e cemitérios com data compreendida entre o IV e o XI séculos. A reserva é particularmente notável pela sua variedade de grandes lagos na rota de migração das aves, através do rio Ienissei. A configuração actual dos sectores protegidos foi estabelecida em 1999 e abrange uma área total de 267 mil hectares.

## Topografia
Esta área protegida é composta por nove trechos de terra que cobrem dois tipos diferentes de habitats: estepes e taiga montanhosa. A depressão de Minusinsk é uma planície baixa entre a cordilheira de Kuznetsk Alatau a oeste, e as montanhas de Sayan a este. A estepe da Cacássia, que faz parte da região montanhosa de Altai-Sayan, tem características de estepes montanhosas.

## Clima e eco-região
O clima da reserva é um clima continental húmido, caracterizado por longos e frios invernos e verões curtos e frios. Nas áreas com estepe, na reserva, as temperaturas médias variam entre os -18º C, em Janeiro, e os 20º C em Julho. A precipitação média por ano é de entre 250 a 350 milímetros, embora esta possa chegar aos 500 milímeros nas áreas florestadas. O período médio sem geadas, por ano, é de cerca de 110-120 dias. Nos sectores montanhosos de Cacássia, temperaturas são cerca de 2 graus mais frias, com a precipitação a variar entre os 800 e os 1000 milímetros por ano, com um período de geada de apenas 85 dias.

## Eco-educação e acessos
Por ser uma reserva natural estrita, esta área é na sua maioria vedada ao público, embora cientistas e pessoas ligadas à educação ambiental possam ir até à reserva. Existem, no entanto, várias rotas eco-turísticas na reserva, abertas ao público. Estas exigem que as licenças sejam obtidas antecipadamente, no escritório da reserva em Abakan. No sector do Lago Itkul, há uma pista para bicicletas de 18 quilómetros de comprimento, e uma plataforma de observação de aves com 14 quilómetros. A reserva patrocina um Museu da Natureza que se encontra sempre aberto ao público.